# Метью Ломбарді
Метью Ломбарді (англ. Matthew Lombardi; 18 березня 1982, Монреаль, провінція Квебек) — канадський хокеїст, нападник.

## Кар'єра
Метью розпочав свою кар'єру як професійний хокеїст у 1998 році в складі клубу Вікторіявіль Тайгерс (Головна юніорська хокейна ліга Квебеку). У Драфті НХЛ 2000 року був обраний «Едмонтон Ойлерс» в сьмому раунді під 215-м номером. Однак, так і не уклав з ними контракт, в Драфті НХЛ 2002 року в третьому раунді під 90-м номером був обраний клубом Калгарі Флеймс.
У сезоні 2002/03 років нападник виступав виключно за фарм-клуб Калгарі, «Сент-Джон Флеймс» (Американська хокейна ліга). Тим не менш, наступний сезон він повністю відіграв у складі Калгарі та разом зі своїм клубом вийшов до фіналу Кубка Стенлі. Його команда поступилась у фіналі Тампа-Бей Лайтнінг, а сам Метью отримав травму ліктя, через що не міг грати протягом декількох місяців.
Під час локауту в сезоні 2004/05 років, Ломбарді грав за фарм-клуб Лоуелл Девілс. Через травму від попереднього сезону, зіграв у дев'яти матчах регулярного чемпіонату і одинадцяти іграх плей-оф. Більшість сезону 2005/06 років центральний нападник провів у фарм-клубі, час від часу виступаючи за Калгарі. 4 березня 2009 року його обміняли разом із Брендоном Прустом на Оллі Йокінена в клуб Фінікс Койотс. У липні 2010 року він переїхав до Нашвіллу, де він провів тільки дві гри отримавши травму — струс мозку.
3 липня 2011 року Ломбарді завдяки обміну потрапив до клубу Торонто Мейпл-Ліфс. 
Після завершення локауту НХЛ в січні 2013 року, «Торонто Мейпл-Ліфс» обміняли його до «Фінікс Койотс» на право обирати гравців у четвертому раунді драфту НХЛ 2014 року. 3 квітня 2013 перейшов до Анагайм Дакс.
Сезон 2013/14 Ломбарді провів у клубі ХК «Серветт-Женева» (Національна ліга А). Разом з клубом здобув перемогу у Кубку Шпенглера. 
Сезон 2014/15 років Метью мав провести у клубі Нью-Йорк Рейнджерс з яким уклав контракт на два роки і суму $1.6 мільойна.
У грудні 2014 став переможцем Кубку Шпенглера у складі ХК «Серветт-Женева».
Завершив кар'єру влітку 2016 року. 

## Збірна
У складі національної збірної виграв чемпіонат світу в 2007 році в Москві. На чемпіонаті світу 2009 року став срібним призером, поступились у фіналі збірній Росії.